# Erik Gustafsson
Erik Gustafsson (ur. 15 grudnia 1988 w Kvissleby) – szwedzki hokeista, reprezentant Szwecji, olimpijczyk.

## Kariera
- Timrå J18 (2004-2005)
- Timrå J20 (2005-2007)
- Northern Michigan University (2007-2010)
- Adirondack Phantoms (2010-2013)
- Philadelphia Flyers (2011-2014)
  -  Södertälje SK (2012-2013)
- Awangard Omsk (2014-2015)
- Kloten Flyers (2015-2016)
- Awangard Omsk (2016-2017)
- Nieftiechimik Niżniekamsk (2017-2018)
- Luleå HF (2018-)

Wychowanek klubu Njurunda SK. Przez trzy lata grał w juniorskich zespołach klubu Timrå. W 2007 wyjechał do USA i przez trzy sezony grał w akademickiej lidze NCAA. Mimo że nie był draftowany do NHL pod koniec marca 2010 podpisał kontrakt z klubem Philadelphia Flyers. Od tego czasu występował głównie w zespole farmerskim, w lidze AHL, równolegle był przekazywany do drużyny Flyers w NHL. W lipcu 2013 przedłużył kontrakt z Filadelfią o rok. Od maja 2014 zawodnik rosyjskiego klubu Awangard Omsk. Od lipca 2015 zawodnik Kloten Flyers. Od maja 2016 ponownie zawodnik Awangardu Omsk. Od listopada 2017 zawodnik Nieftiechimika Niżniekamsk. W maju 2018 przeszedł do Luleå HF.
Uczestniczył w turniejach mistrzostw świata w 2013, 2014, 2016, 2018, 2019, 2022 oraz zimowych igrzysk olimpijskich 2018. Został zgłoszony na turniej ZIO 2022, ale ostatecznie został z niego wycofany i nie wystąpił.

## Sukcesy
Reprezentacyjne
- Złoty medal mistrzostw świata: 2013, 2018
- Brązowy medal mistrzostw świata: 2014

Indywidualne
- Sezon NCAA (CCHA) 2007/2008:
  - Skład gwiazd pierwszoroczniaków
- Sezon NCAA (CCHA) 2008/2009:
  - Pierwsze miejsce w klasyfikacji asystentów wśród obrońców
  - Pierwsze miejsce w klasyfikacji kanadyjskiej wśród obrońców
  - Najlepszy ofensywny obrońca
  - Pierwszy skład gwiazd
- Sezon NCAA (CCHA) 2009/2010:
  - Najlepszy ofensywny obrońca
  - Pierwszy skład gwiazd
- Sezon AHL 2010/2011:
  - Mecz Gwiazd AHL
  - Pierwsze miejsce w klasyfikacji asystentów wśród pierwszoroczniaków: 44 asysty
  - Skład gwiazd pierwszoroczniaków
- Mistrzostwa Świata w Hokeju na Lodzie 2013/Elita:
  - Dziewiąte miejsce w klasyfikacji +/- turnieju: +7
- KHL (2014/2015):
  - Mecz Gwiazd KHL
- Svenska hockeyligan (2018/2019):
  - Trofeum Salminga[13]